# Morihiro Hosokawa
Morihiro Hosokawa (細川 護煕?, Hosokawa Morihiro; Tokyo, 14 gennaio 1938) è un politico giapponese, primo ministro del Giappone dal 9 agosto 1993 al 28 aprile 1994.

## Biografia
La coalizione che lo sosteneva fu la prima che, a partire dal 1955, non comprendesse il Partito Liberal Democratico. Tra i suoi antenati conta il famoso samurai Akechi Mitsuhide e il nonno Fumimaro Konoe, due volte primo ministro.